# El galleguito de la cara sucia
El galleguito de la cara sucia es una película de Argentina dirigida por Enrique Cahen Salaberry según el guion de Ariel Cortazzo que se estrenó el 10 de noviembre de 1966 y que tuvo como protagonistas a Juan Ramón, Nora Cárpena, Elena Lucena y Eddie Pequenino.

## Sinopsis
Desventuras amorosas de un dependiente de almacén rechazado por su condición.

## Reparto
- Juan Ramón ... Francisco "Paco" Ruiz Gonzaga
- Nora Cárpena ... Laura Videla Osorio
- Elena Lucena ... Madre de Laura
- Eddie Pequenino ... Tío Pierre
- Mario Savino ... Oficial de Justicia
- Joe Rígoli ... Joaquín Regueiro
- Fabio Zerpa ... José María
- Diego Varzi ... Bebe
- Cholo Aguirre
- Los Iracundos
- Julia von Grolman ... Mónica
- Chunchuna Villafañe ... Karina
- Wagner Mautone ... Gustavo

## Comentarios
King dijo:

”Todo es simple aquí, peligrosamente simple.”

Por su parte, Manrupe y Portela escriben:

”Exhumación de un dramón pasado de moda para buscar un perfil dramático de Juan Ramón. No se logró”